# Giuseppe Montalenti
Giuseppe Montalenti (13 de diciembre de 1904-2 de julio de 1990) fue un genetista y zoólogo italiano. Fue profesor de genética en la Universidad de Nápoles (desde 1940) y en la Universidad de Roma La Sapienza (desde 1963). Fue elegido miembro de la Academia Nacional de los Linces (1951).

## Biografía
Montalenti nació en Asti. Su padre era jurista y magistrado, y su abuelo era naturalista y entomólogo.
Después de la escuela secundaria, Giuseppe Montalenti ingresó a la Universidad de Turín, pero en 1923, su padre fue ascendido y Giuseppe se mudó con él a Roma, ingresando a la Universidad de Roma La Sapienza. Se graduó en 1926.
En 1937, fue asistente en el Instituto Zoológico de la Universidad de Bolonia.
En 1939, se convirtió en el jefe del Departamento de Zoología de la Estación Zoológica Anton Dohrn.
Desde 1940, fue profesor de genética en la Universidad de Nápoles.
Desde 1963, fue profesor de genética en la Universidad de Roma La Sapienza.
En 1958, se convirtió en decano de la Facultad de Ciencias de la Sapienza.
Fue editor de la Enciclopedia Italiana y del Dizionario enciclopedico italiano.
Murió en Roma con 85 años.

## Afiliación
En 1951, fue elegido miembro de la Academia Nacional de los Linces, y fue su presidente en 1981 y en 1985.
También fue miembro de otras academias italianas, siendo algunas Accademia dei XL, Accademia Pontaniana e Istituto Lombardo Accademia di Scienze e Lettere.
Además, fue miembro extranjero de la Real Academia Sueca de Ciencias, la Sociedad Linneana de Londres y la Academia de Ciencias de Nueva York.

## Obras
Principales obras:
- Lazzaro Spallanzani (1928);
- Elementi di genetica (1939);
- Problemi di biologia della riproduzione (1945);
- Compendio di embriologia (1945);
- L'evoluzione (1958);
- Storia della biologia e della medicina (1962);
- Introduzione alla genetica (1971);
- Charles Darwin (1982);
- Introduzione alla biologia (1983).